# Dette mezzanine
Pour les articles homonymes, voir Mezzanine.
La dette mezzanine est un terme financier qui désigne la dette la plus risquée, dont le remboursement est subordonné à celui de la dette dite senior. Elle est par conséquent davantage rémunérée. Par exemple, là où les détenteurs de dette senior toucheront Euribor + 550 points de base, les détenteurs de dette mezzanine toucheront Euribor + 600 à 800 points de base. En outre, seule la moitié des intérêts est généralement versée aux porteurs de dette mezzanine, l'autre moitié étant capitalisée. Les titres de dette mezzanine, généralement à durée supérieure à la dette senior, sont souvent complétés de bons de souscription pour en améliorer la rentabilité.
Son utilisation permet d'augmenter l'endettement de la société et donc d'accroître l'effet de levier dans les achats par emprunt.
Il existe des fonds spécialisés dans le financement mezzanine, qui permettent à leurs investisseurs de percevoir un rendement récurrent.